# Nachtalb

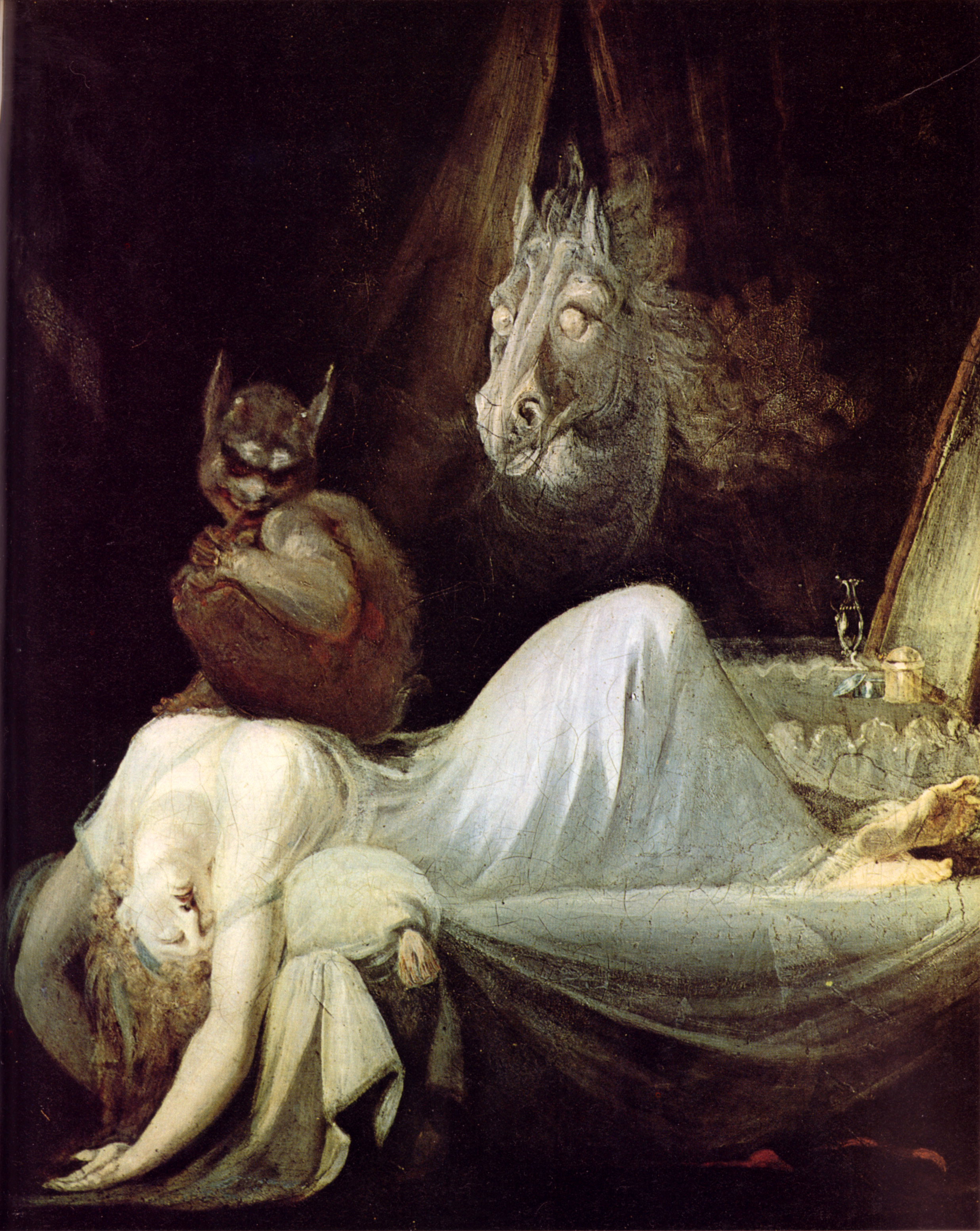
„Nachtmahr“, Johann Heinrich Füssli (1802)

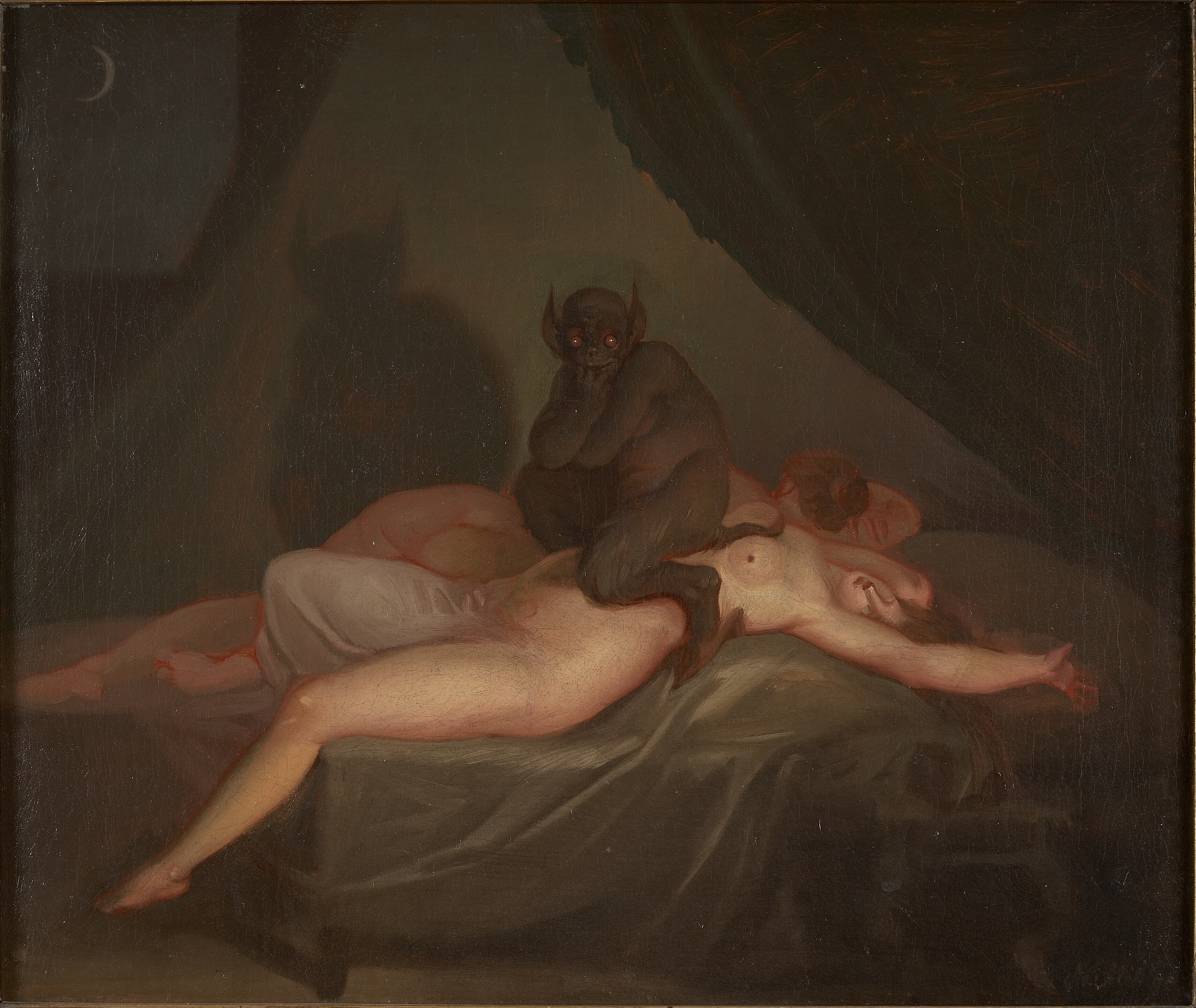
„Mareridt“ von Nikolaj Abraham Abildgaard um 1800

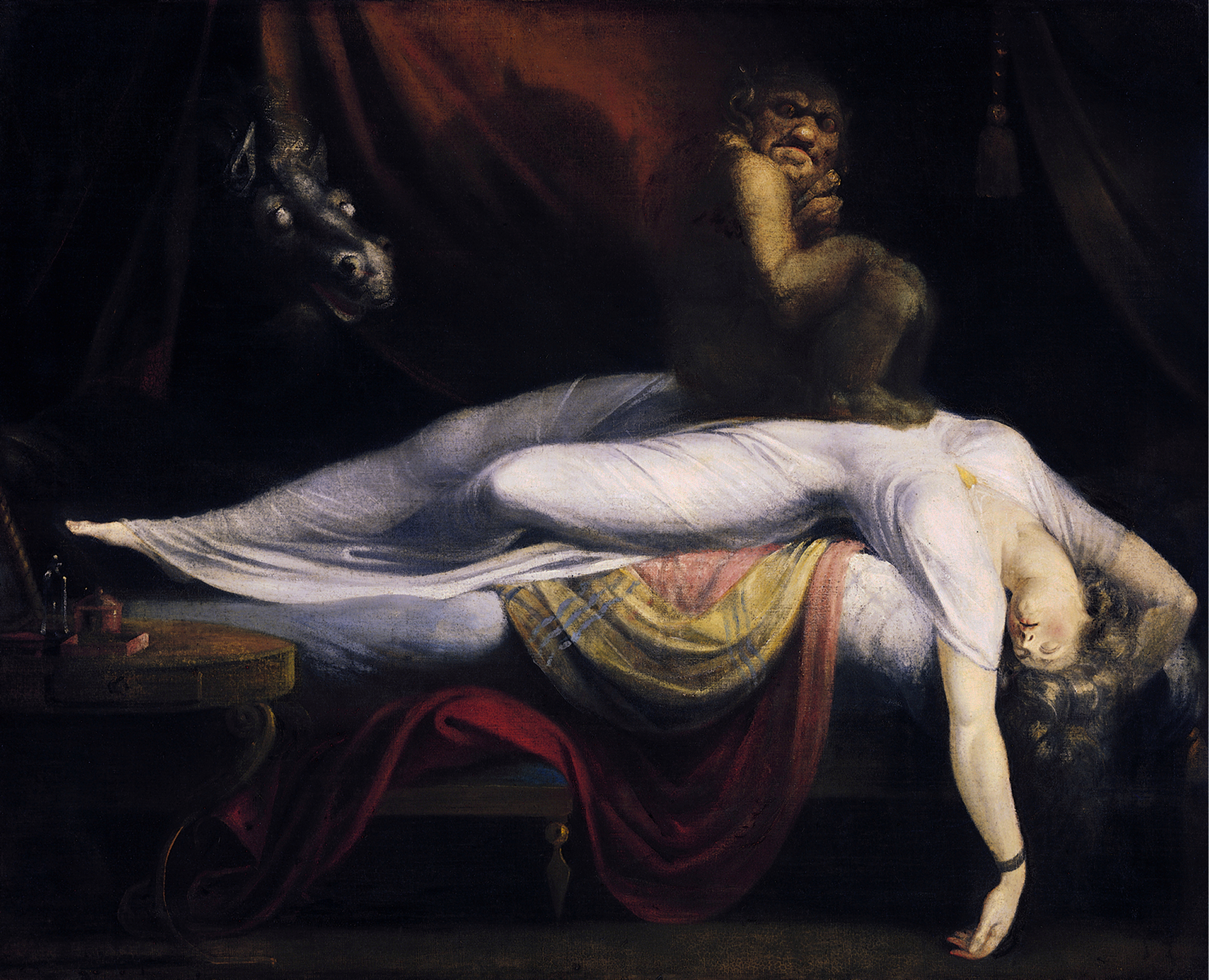
„Nachtmahr“ von J. H. Füssli um 1781

Nachtalb ist eine späte Bezeichnung für ein Fantasie- und Sagenwesen, das ursprünglich „Mahr“ hieß und in der Nacht auf Menschen lastet (vgl. Albtraum) und ihnen Grauen einflößt.
Es handelt sich gewöhnlich um ein kleines, schwarzes Wesen, das schlafende Menschen und Haustiere anfällt, selten auch Gegenstände. Es dringt durch Schlüssel- oder Astlöcher ein. Der Anfall ist mit Angstzuständen und Atemnot verbunden.

## EtymologieAlb (Alp)
Dem germanischen Volksglauben nach steht ein „Alb“ für einen unterirdischen Naturgeist mit niederem Rang. Alben sind elbische Wesen, die den Kobolden und Zwergen nahe stehen (vgl. „Alberich“ – Zwergenkönig bei Richard Wagner).
Ahd. alb (11. Jh.), mhd. alp, asächs. mnd. mnl. nl. alf, aengl. ælf, engl. elf, anord. alfr gehen wahrscheinlich wie ahd. elbiʒ, anord. elptr, ǫlpt, russ.-kirchenslaw. lebedь, russ. lébed (лебедь) „Schwan“ und lat. albus „weiß“ auf indoeuropäisch *albh- „weiß“ zurück, so dass das Lexem als „weiße Nebelgestalt“ zu deuten ist.
Die christliche Kirche interpretierte die Alben/Elben als teuflische, dämonische Wesen. Die geringen ahd. Belege beschreiben alb bereits als ein gespenstisches, heimtückisches Wesen, einen „Nachtmahr“. Es handelt sich um einen Druckgeist, dessen drückende Last auf der Brust des Schlafenden Atembeklemmung verursacht (vgl. „Alpdrücken“ (um 1700), „Alpdruck“ (um 1800), „Alptraum“ (19. Jh.)).
Das englische Lexem elf wird im 18. Jahrhundert als Elfe ins Deutsche entlehnt. In der Epoche der Romantik werden diese „Elfen/Elben“ als liebliche Lichtgestalten idealisiert.

## Etymologie(Nacht)mahr
Das Wort Mahr stammt von dem protogermanischen Lexem *marōn. Auf diesen Begriff gehen die modern germanischen Sprachformen zurück: Schwedisch: mara; Isländisch: mara; Färöisch: marra; Dänisch: mare; Norwegisch (Bokmål) mare; Norwegisch (Nynorsk) mara; Niederländisch: (nacht)merrie und Deutsch: (Nacht)mahr. Der Wortbestandteil /-mar/ im Französischen cauchemar („Albtraum, Nachtmahr“) wurde vom Germanischen ins Altfranzösische mare entlehnt.
Die meisten Wissenschaftlerinnen und Wissenschaftler führen das Wort auf die rekonstruierte proto-indoeuropäische Wurzel
*mer- mit der Bedeutung „zerstoßen, drücken, unterdrücken“ zurück. Wiederum andere Quellen stellen Bezüge mit der Bedeutung „wegreiben“ oder „schaden“ her.
Éva Pócs sieht einen Zusammenhang mit dem griechischen Begriff moros (μόρος (Indoeuropäisch *móros)) mit der Bedeutung „Schicksal, Verhängnis“. Es gibt keine klare Antwort der Historiker bezüglich der Herkunftszeit des Wortes. Der Philologe Yeleazar Meletinsky ist der Meinung, dass die protoslawische Wurzel „mara“ in die germanischen Sprachen nicht später als im 1. Jahrhundert n. Chr. übernommen wurde.
Die englische Variante mare ist in vielen Varianten belegt, z. B. mære (f) (mare, mere, mær)
sowie das altnordische/isländische mara als auch das Althochdeutsche mara (im Lateinischen mit „Incubus“ übersetzt, während das Mittelhochdeutsche mar, mare als Formen aufweist).
In den slawischen Sprachen haben sich tschechisch „můra“ („Alpdrücken“), slowakisch „mora“ („Alptraum“), wendisch „murawa“ und im Russischen im Lehnwort „кошмар“ (aus dem Französischen „cauchemar“) erhalten.
Nach der Reformation wurde das Wort Mahr durch „Alp“ oder „Alb“ verdrängt, ohne seine Semantik zu ändern. Der Name der in der irischen Mythologie anzutreffende Geisterkönigin Morrígan (kelt.:Morrigain) wird ebenfalls etymologisch auf „mara“ zurückgeführt.

## Bezüge zur nordischen Literatur
In manchen Geschichten hat der Mahr einen deutlich erotischen Charakter. Es wird von Geschlechtsverkehr zwischen Mensch und Mahr berichtet. Er gehört zusammen mit dem Werwolf zu den Einzelgängerwesen, die ihre Gestalt verändern können. Mahre bringen Krankheiten und in manchen Gegenden Skandinaviens sind die Grenzen zu Hexen, Wesen, die Müttern die Muttermilch stehlen, Wiedergängern und Gespenstern fließend. Das Motiv ist vorchristlich und international.
Nach den Texten der alten skandinavischen Literatur handelt es sich um Personen, die ihren „hugr“ in eine andere Gestalt verlegen können. „Hugr“ ist mehr als die Seele im christlichen Sinn, es ist das gesamte nicht körperliche Wesen des Menschen, also auch seine Gedanken und Wünsche.
Eine nahe Verwandtschaft lässt sich zur nordgermanischen höchsten Gott Odin feststellen. Snorri sagt über Odin:

„Óðinn skipti hömum. Lá þá búkurinn sem sofinn eða dauður en hann var þá fugl eða dýr, fiskur eða ormur og fór á einni svipstund á fjarlæg lönd að sínum erindum eða annarra manna.“

„Wollte Odin seine Gestalt wechseln, dann lag sein Körper wie schlafend oder tot da, er selbst aber war ein Vogel, ein wildes Tier, ein Fisch oder eine Schlange. Er konnte in einem Augenblick in ferne Länder fahren in seinen oder anderer Angelegenheiten.“

Zum nordischen Mahr gehört im Unterschied zu Hexen und anderen Zauberern, dass das Wesen immer in Verbindung mit „Reiten“ und Schadenszufügung in der Dämmerung oder in der Nacht gebracht wird. Andere Geister reiten nie. In den alten norwegischen Christenrechten wird der Ritt als Mahr ausdrücklich unter Strafe gestellt. „Wenn bewiesen ist, dass eine Frau einen Mann oder seine Hausgenossen reitet …“ heißt es in § 46 des Christenrechts des Eidsivathing. Die Möglichkeit, als Mahr die Gestalt zu wechseln und einen Mahr-Ritt auszuführen, wird als reale Möglichkeit in Betracht gezogen (vgl. dän.: mareridt = Albtraum).
Die isländische Eyrbyggja saga aus der Mitte des 13. Jahrhunderts handelt von der Eifersucht der beiden Frauen Geirrid und Katla, wobei Geirrid in einem Prozess vorgeworfen wird, sich als Mahr betätigt zu haben. Ebenso wird in der Ynglinga saga der Tod Vanlandis einer Mahr zugeschrieben, die von seiner verlassenen Frau in Finnland auf ihn, der gerade in Uppsala weilte, gehetzt worden war.

„Þá gerðist honum svefnhöfugt og lagðist hann til svefns. En er hann hafði lítt sofnað kallaði hann og sagði að mara trað hann. Menn hans fóru til og vildu hjálpa honum en er þeir tóku uppi til höfuðsins þá trað hún fótleggina svo að nær brotnuðu. Þá tóku þeir til fótanna. Þá kafði hún höfuðið svo að þar dó hann.“

„Da wurde er schläfrig und legte sich nieder zum Schlafe. Als er aber nur ein wenig geschlafen hatte, schrie er auf und sagte, dass ihn eine Mahre trete. Da kamen seine Leute herbei und wollten ihm helfen. Als sie ihn aber oben am Kopfe fassten, trat jene auf seine Beine, dass sie fast zerbrachen. Sie griffen nun nach seinen Füßen, doch die Mahre drückte jetzt so auf sein Haupt, dass er dort sterben musste.“

Im Mittelalter lebte das Fabelwesen in Form mannigfaltigen Aberglaubens fort, und man rechnete es unter die schwarzen Berggeister, Zwerge und Nachtelfen.

## Bezüge zu deutscher Literatur
In niederdeutschen Sagen übernimmt der meist weibliche Mahrt die Funktionen des Nachtmahrs, ähnelt seiner Gestalt allerdings kaum.
Auch das „Schrätteli“ bzw. „Schrättele“ aus vielen Sagen des Schwarzwaldes ist wohl eine Abwandlung eines Nachtmahrs. Auch hier handelt es sich meist um eine weibliche Person oder sogar Hexe, die ihren Körper verlässt und in Gestalt eines Strohhalms durch das Schlüsselloch in die Schlafzimmer ihrer Opfer eindringt. Dort angekommen plagt und „drückt“ sie ihre Opfer bis zur völligen Erschöpfung. Dem Schrätteli wird außerdem nachgesagt, dass es oftmals das Vieh im Stall „drückt“, um sich dort Erleichterung zu verschaffen, wenn es keinen Menschen „drücken“ kann.
Später wurde der Nachtalb auch mit dem Teufel gleichgesetzt: Die Redewendung „Der Teufel hat dich geritten“ ist als Synonym für „Dich hat der Nachtalb geritten“ zu verstehen.
Ähnlich wie Frau Holle, der man unterstellt, Gespinst und Haare zu zerzausen, sagte man auch dem Nachtalb nach, offene Haare bei Mensch und Tier zu verknoten. Daher nannte man den Nachtalb auch „Alpzopf“, „Drudenzopf“, „Wichtelzopf“ und „Weichselzopf“.

## Sonstige Bezüge
Zwischen dem 13. und 14. Jahrhundert unterschied man in Frankreich männliche (incubus = Auflieger) und weibliche (succubus = Unterlieger) Nachtalbe, denen man magische Verführungskünste nachsagte. 1318 wurde dies in einem Hexenprozess an der Sorbonne (Paris) ausdrücklich bestätigt.